# Taddeo di Bartolo
Pour les articles homonymes, voir Di Bartolo et Bartolo.
Taddeo di Bartolo, ou encore Taddeo Bartolo ou Taddeo Barto (Asciano 1363 - Sienne, 1422), est un peintre italien de la fin du Moyen Âge, se rattachant à l'école siennoise.

## Biographie
Taddeo di Bartolo commença à travailler à Pise, et ensuite à Sienne, à Colle di Val d'Elsa  et à San Gimignano, précisément à la collégiale avec sa célèbre fresque du Jugement dernier : Giudizio Universale, Inferno Paradiso, evangelisti e virtù cardinali de l'envers de la façade et sur les parois internes (1393).
Il s'inspira de  Simone Martini, des frères Lorenzetti  et de Barnaba da Modena.
Il joua un rôle essentiel pour la diffusion de la peinture siennoise en travaillant également  en Ligurie, en Ombrie  et à Volterra.
Il eut pour élève son neveu Domenico di Bartolo et Gregorio di Cecco qui devint son collaborateur.

## Œuvres
- À Pise :
  - Fresques du Paradis et de l'Enfer à la cathédrale,
  - Polyptyque au Palazzo Civico,
  - Peintures à l'église San Francesco.
- À San Gimignano :
  - Fresques du Jugement dernier à la  collégiale de San Gimignano
  - Saint Géminien de Modène au palazzo pubblico.
- À Sienne :
  - Vierge à l'Enfant, quatre anges et saint Jean-Baptiste et saint André, oratoire de la Compagnie de Sainte Catherine de la Nuit,  Santa Maria della Scala[2],
  - Épisodes de la vie de la Vierge : L‘Adieu aux Apôtres, La Mort de la Vierge, Les Funérailles de la Vierge, l’Assomption  (1409), Capella dei Signori du Palazzo Pubblico[3]
  - Allégories et Figures de l'histoire romaine (1413-1414), Antecappella du Palazzo Pubblico[4]
- Musée des Beaux-Arts de Budapest (Szépművészeti Múzeum) : Triptyque de la Vierge à l'Enfant avec saint Jean-Baptiste et saint André (~1395)[5] et La Vierge et l'Enfant[6].
- Musée de Grenoble : Triptyque de la Vierge à l'Enfant entre saint Gérard, saint Paul, saint André et saint Nicolas (1395)[7].
- Vierge à l'enfant au Musée des beaux-arts de Nancy, 1396/1397[8].
- Triptyque de l'Assomption de la Vierge (1401),  Duomo de Santa Maria dell'Assunta de Montepulciano.
- Vierge à l'Enfant (~1400),  tempera et huile sur panneau, Wadsworth Atheneum.

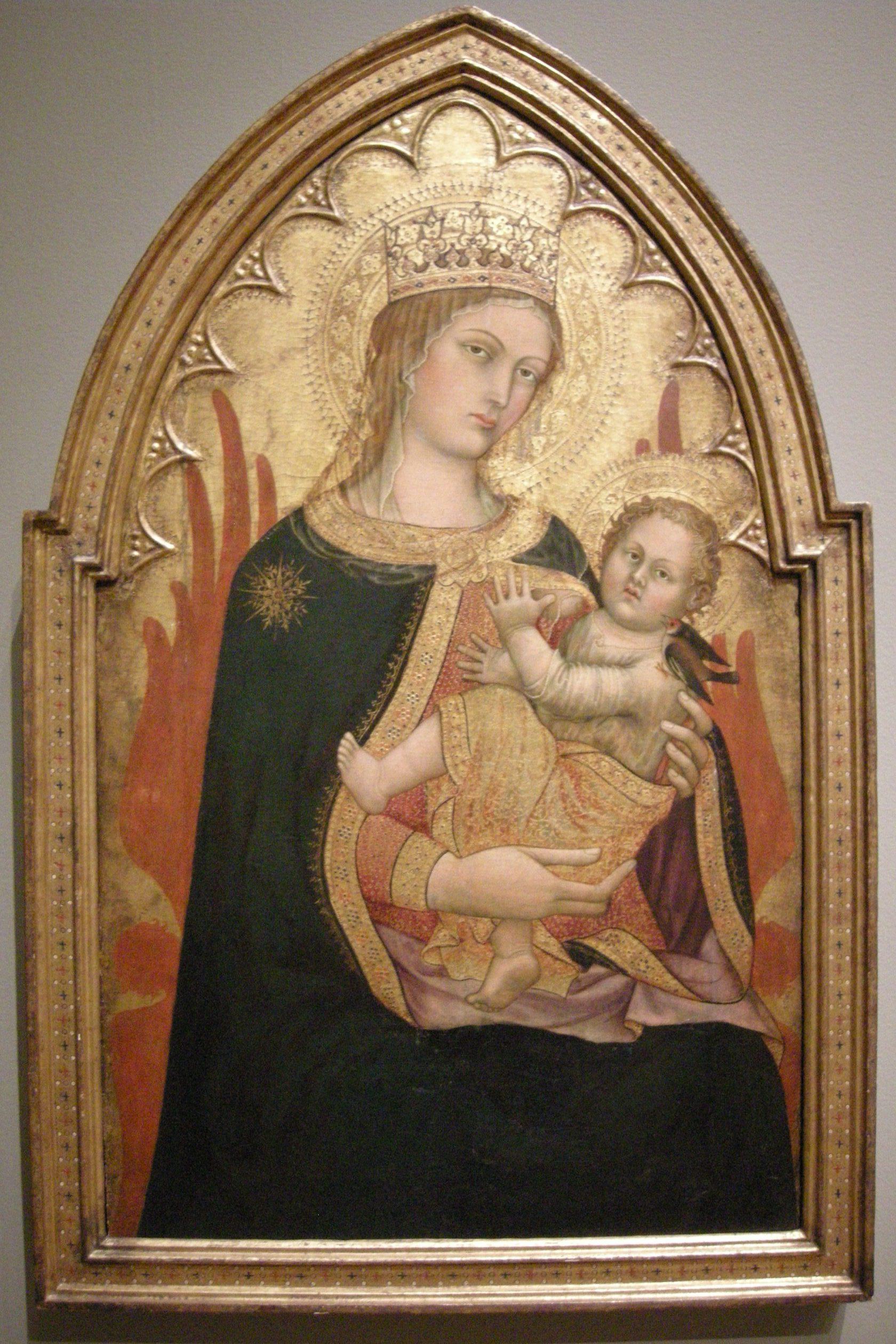
California Palace of the Legion of Honor, Fine Arts Museums of San Francisco, California : Vierge à l'Enfant[9].
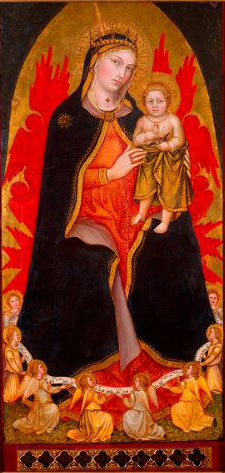
Harvard Art Museums, La Vierge et l'Enfant  avec des anges
- Philadelphia Museum of Art, Saint Thomas d'Aquin aux pieds d'Urbain IV[11].
- Metropolitan Museum of Art, New-York : Le Christ et les douze apôtres[12].
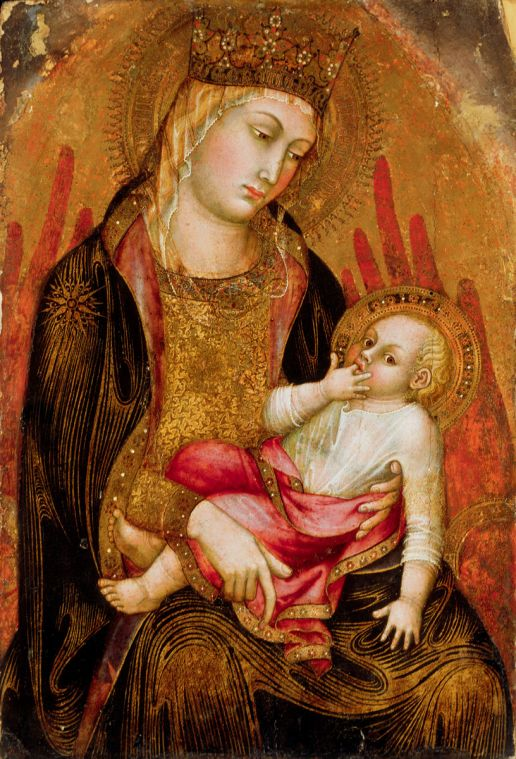
Musée du Petit Palais (Avignon) : Vierge et l'Enfant[13], La Vierge de l'Annonciation[14], La Crucifixion (prédelle)[15] et Saint Pierre
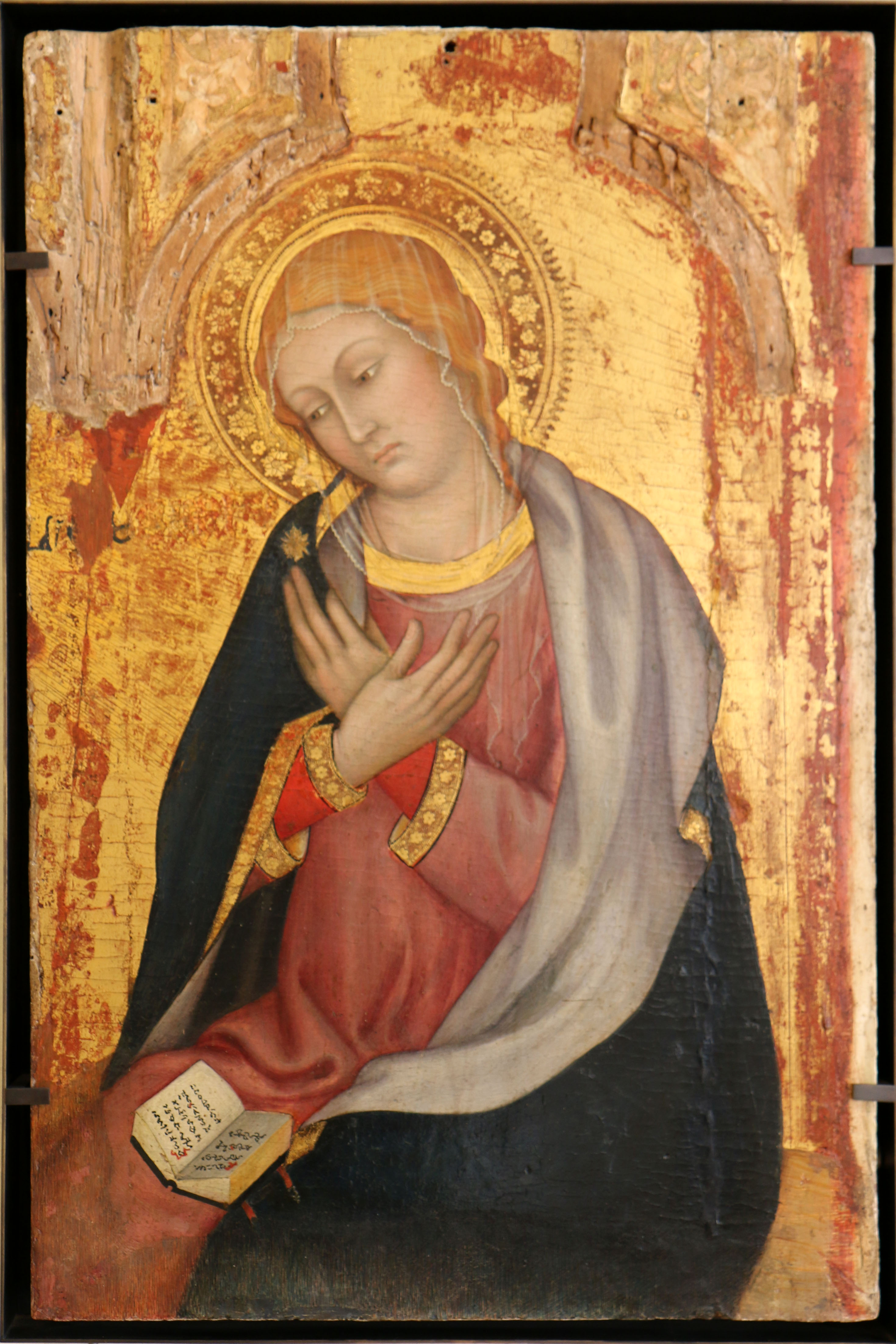
Vierge de l'Annonciation, Musée du Petit Palais d'Avignon.
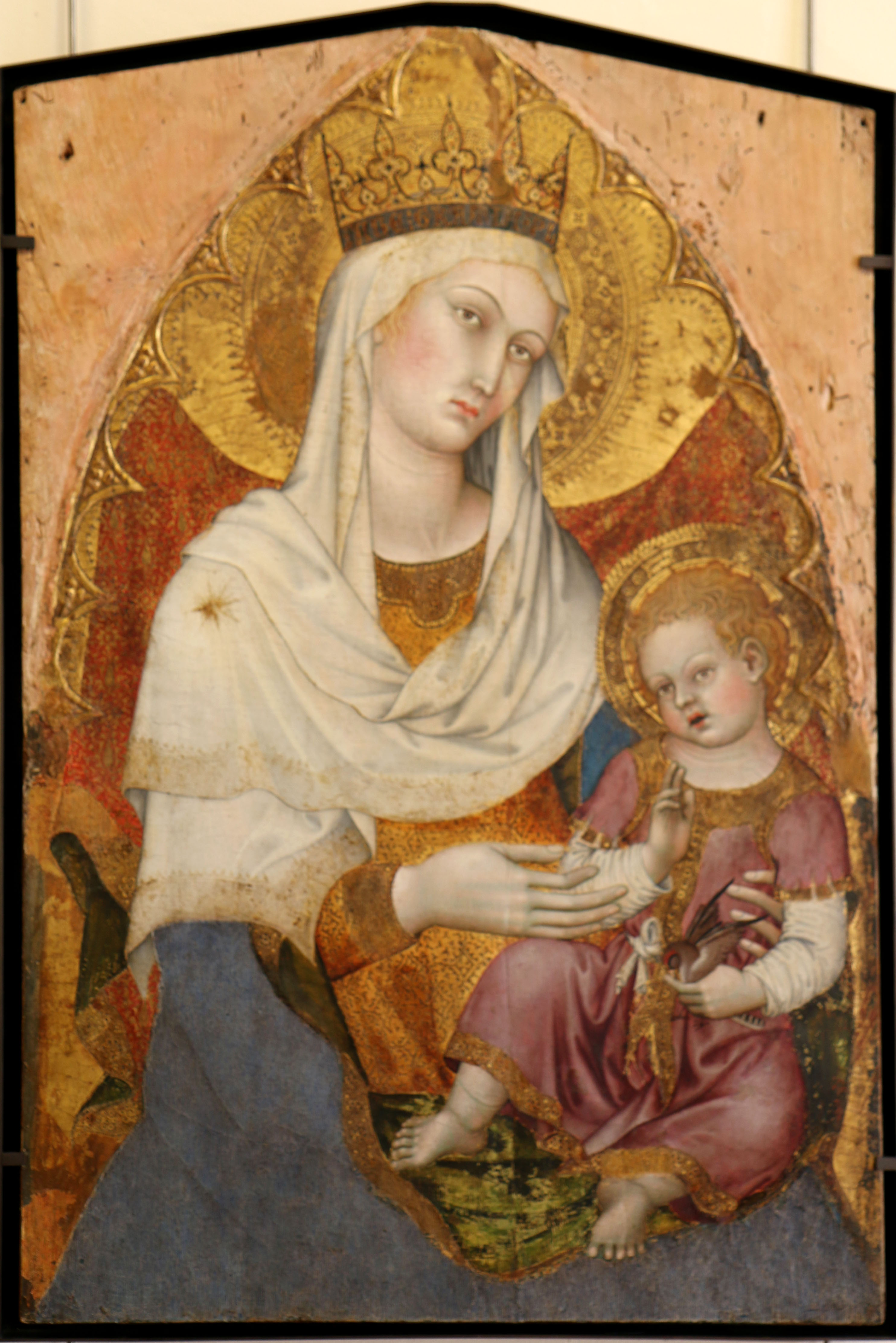
Vierge à l'Enfant, Musée du Petit Palais d'Avignon.

- Musée du Louvre, Paris : Élément central d'une prédelle d'un retable représentant La Crucifixion[17].

Œuvres de Taddeo di Bartolo
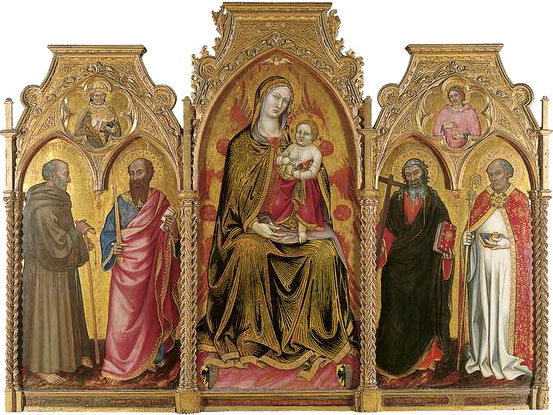
La Vierge à l'Enfant entre saint Gérard, saint Paul, saint André et saint Nicolas, Musée de Grenoble.
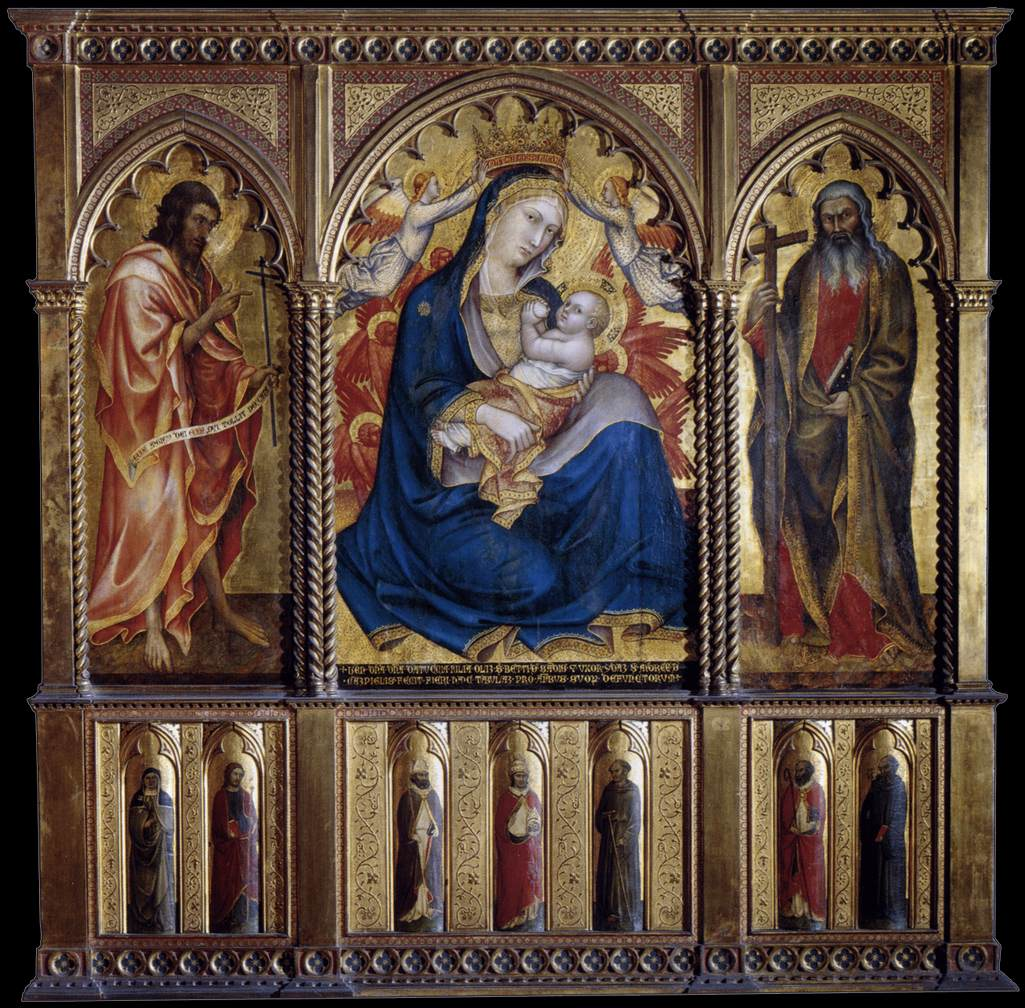
Vierge à l'Enfant avec saint Jean-Baptiste et saint André, Musée des Beaux-Arts de Budapest.
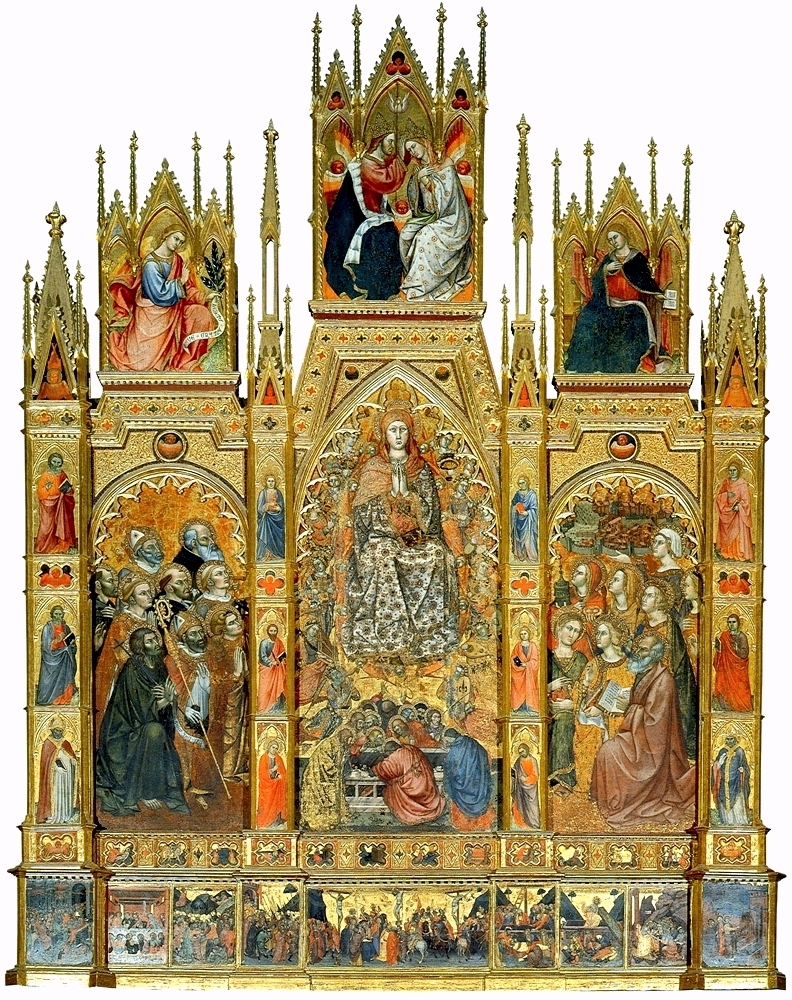
Triptyque de l'Assomption de la Vierge, Montepulciano.

- Vierge et Enfant,
California Palace of the Legion of Honor, San Francisco.
- Vierge et Enfant avec anges,
Harvard Art Museums.
- Vierge et Enfant,
Musée des beaux-arts de Budapest.
- Vierge de l'Annonciation,
Musée du Petit Palais d'Avignon.
- Vierge à l'Enfant,
Musée du Petit Palais d'Avignon.